# Jaisukh Lal Hathi
Jaisukh Lal Hathi (* 19. Januar 1909 in Muli, Kathiawar, Britisch-Indien; † 15. Januar 1982 in Kashitarn, Santhal Parganas, Bihar) war ein indischer Politiker des Indischen Nationalkongresses (INC), der unter anderem zwischen 1967 und 1969 Minister für Arbeit und Rehabilitation, von 1976 bis 1977 Gouverneur von Haryana sowie zwischen 1977 und 1981 Gouverneur von Punjab war.

## Leben
Jaisukh Lal Hathi, Sohn von Lalshankar Hathi, absolvierte nach dem Schulbesuch ein Studium der Rechtswissenschaften an der University of Bombay und war danach als Rechtsanwalt am Obergericht in Bombay zugelassen sowie später Richter und Vorsitzender Richter am Gericht von Rajkot. Seine politische Laufbahn begann er nach der Unabhängigkeit Indiens vom Vereinigten Königreich am 15. August 1947, als er Mitglied der Verfassungsgebenden Versammlung sowie anschließend 1948 des Provisorischen Parlaments des Fürstenstaates Saurashtra wurde. Im Februar 1948 wurde er Chefsekretär der ersten Regierung des Staates Saurashtra unter Chief Minister Uchharangray Navalshankar Dhebar.
Am 3. April 1952 wurde Hathi erstmals Mitglied der Rajya Sabha, des Oberhauses des indischen Parlaments (Bhāratīya saṃsa), und gehörte dieser bis zum 12. März 1957 an. Während dieser Zeit war er zwischen Mai 1952 und April 1957 im zweiten Kabinett von Premierministerin Jawaharlal Nehru Vize-Minister für Bewässerung und Energie. Bei der darauf folgenden Wahl zwischen dem 24. Februar 1957 und dem 15. März 1957 wurde er zum Mitglied der Lok Sabha gewählt, des Unterhauses des Parlaments, in dem er bis zur Wahl vom 19. bis 25. Februar 1962 die Interessen des im Bundesstaat Bombay liegenden Wahlkreis Halar vertrat.
Am 3. April 1962 wurde Jaisukh Lal Hathi abermals Mitglied der Rajya Sabha und gehörte dieser nunmehr nach seiner Wiederwahl am 3. April 1968 bis zum 2. April 1974 an. Im vierten Kabinett Nehru fungierte er zwischen dem 2. April 1962 und dem 9. Juni 1964 als Vize-Innenminister. Er war von Januar 1966 bis März 1967 Staatsminister im Innenministerium und legte in dieser Funktion am 9. Mai 1966 den Gesetzesentwurf für den 18. Zusatz zur Verfassung Indiens (The Constitution (Eighteenth Amendment) Act, 1966) vor, der sich mit der Befugnis zur Bildung eines neuen Staats- oder Unionsgebiets durch die Vereinigung eines Teils eines Staats- oder Unionsgebiets mit einem anderen Staat oder Unionsgebiet befasst. Im Zuge einer Umbildung des ersten Kabinetts von Premierministerin Indira Gandhi löste er am 13. März 1967 Jagjivan Ram als Minister für Arbeit und Rehabilitation ab und bekleidete dieses Ministeramt bis zum 13. November 1969, woraufhin Jagjivan Ram seine Nachfolge antrat. Während dieser Zeit war er als Führer der Mehrheitsfraktion in der Rajya Sabha zugleich Leader of the House.
Als Nachfolger von Ranjit Singh Narula übernahm Hathi am 14. August 1976 das Amt als Gouverneur von Haryana, das er bis zu seiner Ablösung durch Harcharan Singh Brar am 24. September 1977. Er selbst wurde daraufhin am 24. September 1977 Nachfolger von Ranjit Singh Narula als Gouverneur von Punjab. Diese Position hatte er bis zum 25. August 1981 inne, woraufhin Aminuddin Ahmad Khan seine Nachfolge antrat. Während seiner Amtszeit gewannen radikale politische Strömungen, die mehr Autonomie für den Punjab forderten, bei den Sikhs an Gewicht. Einige forderten die Errichtung eines eigenen unabhängigen Sikh-Staates „Khalistan“.
Aus seiner 1927 geschlossenen Ehe mit Shrimati Padma Vati gingen vier Söhne und zwei Töchter hervor.